# جیمز سی. ویاچ
جیمز سی. ویاچ (انگلیسی: James C. Veatch; ۱۹ دسامبر ۱۸۱۹ – ۲۲ دسامبر ۱۸۹۵) فرد نظامی اهل ایالات متحده آمریکا بود.